# Polypedilum purus
Polypedilum purus är en tvåvingeart som beskrevs av Bidawid 1996. Polypedilum purus ingår i släktet Polypedilum och familjen fjädermyggor. Inga underarter finns listade i Catalogue of Life.